# Sant Sandós
Sant Sandós en occità i en francès Saint-Sandoux és un municipi francès situat al departament del Puèi Domat i a la regió d'Alvèrnia-Roine-Alps. L'any 2007 tenia 829 habitants.

## Demografia

### Població
El 2007 la població de fet de Sant Sandós era de 829 persones. Hi havia 315 famílies de les quals 86 eren unipersonals (41 homes vivint sols i 45 dones vivint soles), 74 parelles sense fills, 139 parelles amb fills i 16 famílies monoparentals amb fills.
La població ha evolucionat segons el següent gràfic:
Habitants censats

### Habitatges
El 2007 hi havia 389 habitatges, 320 eren l'habitatge principal de la família, 35 eren segones residències i 35 estaven desocupats. 376 eren cases i 3 eren apartaments. Dels 320 habitatges principals, 272 estaven ocupats pels seus propietaris, 43 estaven llogats i ocupats pels llogaters i 5 estaven cedits a títol gratuït; 12 tenien dues cambres, 46 en tenien tres, 102 en tenien quatre i 159 en tenien cinc o més. 222 habitatges disposaven pel capbaix d'una plaça de pàrquing. A 108 habitatges hi havia un automòbil i a 182 n'hi havia dos o més.

### Piràmide de població
La piràmide de població per edats i sexe el 2009 era:
| Homes | Edats   | Dones |
| ----- | ------- | ----- |
| 0     | 95 o +  | 0     |
| 0     | 90 a 94 | 0     |
| 0     | 85 a 89 | 8     |
| 0     | 80 a 84 | 0     |
| 20    | 75 a 79 | 12    |
| 12    | 70 a 74 | 28    |
| 8     | 65 a 69 | 24    |
| 12    | 60 a 64 | 0     |
| 12    | 55 a 59 | 12    |
| 20    | 50 a 54 | 16    |
| 32    | 45 a 49 | 36    |
| 16    | 40 a 44 | 40    |
| 36    | 35 a 39 | 28    |
| 28    | 30 a 34 | 16    |
| 12    | 25 a 29 | 12    |
| 16    | 20 a 24 | 4     |
| 20    | 15 a 19 | 12    |
| 8     | 10 a 14 | 12    |
| 20    | 5 a 9   | 20    |
| 20    | 0 a 4   | 12    |

## Economia
El 2007 la població en edat de treballar era de 542 persones, 402 eren actives i 140 eren inactives. De les 402 persones actives 381 estaven ocupades (204 homes i 177 dones) i 21 estaven aturades (6 homes i 15 dones). De les 140 persones inactives 33 estaven jubilades, 30 estaven estudiant i 77 estaven classificades com a «altres inactius».

### Ingressos
El 2009 a Sant Sandós hi havia 334 unitats fiscals que integraven 865,5 persones, la mediana anual d'ingressos fiscals per persona era de 19.530 €.

### Activitats econòmiques
Dels 19 establiments que hi havia el 2007, 2 eren d'empreses de fabricació d'altres productes industrials, 4 d'empreses de construcció, 1 d'una empresa de comerç i reparació d'automòbils, 2 d'empreses de transport, 2 d'empreses d'hostatgeria i restauració, 4 d'empreses de serveis, 2 d'entitats de l'administració pública i 2 d'empreses classificades com a «altres activitats de serveis».
Dels 5 establiments de servei als particulars que hi havia el 2009, 3 eren paletes, 1 perruqueria i 1 restaurant.
L'únic establiment comercial que hi havia el 2009 era una botiga de menys de 120 m².
L'any 2000 a Saint-Sandoux hi havia 13 explotacions agrícoles que ocupaven un total de 420 hectàrees.

## Equipaments sanitaris i escolars
El 2009 hi havia una escola elemental.

## Poblacions més properes
El següent diagrama mostra les poblacions més properes.